# Пејтон Вотсон
Пејтон Тајлер Вотсон (енгл. Peyton Tyler Watson; Томастон, Џорџија, 11. септембар 2002) амерички је кошаркаш. Игра на позицији бека и крила, а тренутно наступа за Денвер нагетсе.

## Средњошколска каријера
Вотсон је похађао Политехничку средњу школу Лонг Бич у Лонг Бичу, Калифорнија, придруживши се универзитетском тиму као бруцош. Након што је на почетку каријере улазио са клупе, преузео је водећу улогу у својој јуниорској сезони. Постизао је у просеку 23,2 поена и осам скокова по утакмици, заслужујући почасти за МВП Мур лиге. Именован је на спискове за турнире Мекдоналд Ол-Американ, Јордан Бранд класик и Најк хуп самит.

## Колеџ каријера
Као бруцош на Калифорнијском универзитету у Лос Анђелесу 2021—–22., Вотсон је изашао из форме, првенствено због тога што је његова матурална сезона била поремећена пандемијом Ковид 19. Придружио се искусној УКЛА екипи која се пласирала на Фајнал фор НЦАА турнира годину дана раније. Свих пет стартера из екипе су опет играли у новој предстојећој сезони, а он није добио никакве гаранције о својој позицији и о времену играња. Вотсонова одбрана је била напреднија од његовог напада. Међутим, Бруинси су имали друге већ афирмисане стрелце. Добио је почасно признање за Пак-12 Ол-Фрешмен тим. Постизао је у просеку 3,3 поена и 2,9 скокова за 12,6 минута по утакмици, а постигао је само 32,2% својих кошева из игре и 22,6% својих тројки. Његово време за игру је било спорадично, а уписао је 10 минута или више у само две од последњих седам утакмица у сезони. После сезоне, Вотсон се пријавио за НБА драфт, одричући се преостале квалификације за колеџ.

## Професионална каријера
Вотсон је изабран од стране Оклахома Сити тандера у првој рунди НБА драфта 2022. са укупно 30. избором. Затим је замењен за Денвер нагетсе заједно са два будућа пика у другој рунди за ЏаМајкл Грина и заштићеним пиком у првој рунди драфта 2027. године. Поседујући широк распон руку, Вотсон је пројектован као дугорочни пројекат и очекивало се да ће провести време у развоју са екипом Гранд Рапидс голд, НБА Г лиге. Вотсон је своју почетничку сезону завршио као НБА шампион када су Нагетси победили Мајами хит у финалу НБА лиге.

## Репрезентативна каријера
Вотсон је представљао Сједињене Државе на ФИБА Светском првенству до 19 година у Летонији 2021. Постизао је у просеку четири поена, имао 3,4 скока и 2,7 асистенција по утакмици, помажући свом тиму да освоји златну медаљу.

## Статистика

### НБА статистика

#### Регуларни део сезоне
| Сезона   | Екипа          | ОУ | СУ | МПУ | ПШ%  | 3П%  | СБ%  | СПУ | АПУ | УПУ | БПУ | ППУ |
| -------- | -------------- | -- | -- | --- | ---- | ---- | ---- | --- | --- | --- | --- | --- |
| 2022/23. | Денвер нагетси | 23 | 2  | 8.1 | .492 | .429 | .550 | 1.6 | .5  | .1  | .5  | 3.3 |
| Укупно   | Укупно         | 23 | 2  | 8.1 | .492 | .429 | .550 | 1.6 | .5  | .1  | .5  | 3.3 |

#### Плеј−оф
| Сезона | Екипа  | ОУ | СУ | МПУ | ПШ%  | 3П%  | СБ% | СПУ | АПУ | УПУ | БПУ | ППУ |
| ------ | ------ | -- | -- | --- | ---- | ---- | --- | --- | --- | --- | --- | --- |
| 2023.  | Денвер | 5  | 0  | 2.7 | .400 | .500 | –   | .8  | .2  | .0  | .2  | 1.0 |
| Укупно | Укупно | 5  | 0  | 2.7 | .400 | .500 | –   | .8  | .2  | .0  | .2  | 1.0 |

### Колеџ
| Сезона   | Екипа | ОУ | СУ | МПУ  | ПШ%  | 3П%  | СБ%  | СПУ | АПУ | УПУ | БПУ | ППУ |
| -------- | ----- | -- | -- | ---- | ---- | ---- | ---- | --- | --- | --- | --- | --- |
| 2021/22. | УКЛА  | 32 | 0  | 12.7 | .322 | .226 | .688 | 2.9 | .8  | .6  | .6  | 3.3 |

Извор: